# Platypalpus pseudoexiguus
Platypalpus pseudoexiguus är en tvåvingeart som först beskrevs av Gabriel Strobl 1909.  Platypalpus pseudoexiguus ingår i släktet Platypalpus och familjen puckeldansflugor.
Artens utbredningsområde är Spanien. Inga underarter finns listade i Catalogue of Life.